# Municipio de Mifflin (condado de Dauphin)
El municipio de Mifflin (en inglés: Mifflin Township) es un municipio ubicado en el condado de Dauphin en el estado estadounidense de Pensilvania. En el año 2000 tenía una población de 662 habitantes y una densidad poblacional de 16.6 personas por km².

## Geografía
El municipio de Mifflin se encuentra ubicado en las coordenadas 40°36′00″N 76°52′35″O / 40.60000, -76.87639.

## Demografía
Según la Oficina del Censo en 2000 los ingresos medios por hogar en la localidad eran de $39,620 y los ingresos medios por familia eran de $43,438. Los hombres tenían unos ingresos medios de $31,083 frente a los $24,643 para las mujeres. La renta per cápita de la localidad era de $15,945. Alrededor del 11,9% de la población estaba por debajo del umbral de pobreza.